# Pelly Mountains
Die Pelly Mountains sind ein Gebirgszug des Yukon Plateaus nordöstlich des Yukon. Die Westflanke erstreckt sich von Carcross im Süden über Whitehorse bis Carmacks im Nordwesten. Die Pelly Mountains liegen im kanadischen Territorium Yukon. Mit einer Ausdehnung von 288 km in nordsüdlicher und 439 km in ostwestlicher Richtung bedecken sie eine Fläche von 44.014 km². Der höchste Berg ist der Fox Mountain mit 2404 m.
Der Pelly River bildet die nördliche Grenze des Gebirges. Die Quellen von Nisutlin und Liard River liegen in den Pelly Mountains. Nordöstlich schließen die Selwyn Mountains und südöstlich die Cassiar Mountains an.

## Berge der Pelly Mountains
| - Fox Mountain (2404 m) - Truitt Peak (2088 m) - Snowcap Mountain (1782 m) |